# Julien Guiomar
Julien Guiomar (ur. 3 maja 1928 w Morlaix; zm. 22 listopada 2010 w Monpazier) – francuski aktor filmowy.
Występował w roli Jacques’a Tricatela w popularnej komedii Claude’a Zidiego Skrzydełko czy nóżka (1976) z udziałem Louisa de Funèsa. Ponadto wystąpił jeszcze w 5 komediach wyreżyserowanych przez Zidiego; były to: Diabli mnie biorą (1974), Dubler (1977), Panowie, dbajcie o żony (1978; również z de Funèsem w roli głównej), Fajtłapa (1980) oraz  Skorumpowani (1984). Natomiast na dużym ekranie debiutował u Philippe’a de Broci rolą w filmie Król Kier z 1966. 9 lat później pojawił się w komedii de Broci pt. Niepoprawny (1975), gdzie gwiazdą był Jean-Paul Belmondo. Grał także; m.in. u Costy-Gavrasa w oscarowym thrillerze politycznym pt. Z (1969) i u Luisa Buñuela w komediodramacie Droga mleczna (1969).
Zmarł 22 listopada 2010 na zawał serca w swoim domu w Monpazier. Miał 82 lata.

## Wybrana filmografia
- Król Kier (1966) jako monseigneur Marguerite
- Życie złodzieja (1967) jako o. Félix La Margelle
- Z (1969) jako pułkownik
- Droga mleczna (1969) jako ksiądz
- Narkotyk (1970) jako komisarz policji
- Borsalino (1970) jako Simon Boccace
- Małżonkowie roku drugiego (1971) jako przedstawiciel ludu
- Własność nie pochodzi już z kradzieży (1973) jako dyrektor banku
- Bardzo ładna i bardzo wesoła historia Colinota Trousse-Chemise (1973) jako mąż Rosemonde
- Diabli mnie biorą (1974) jako Albert Renaudin
- Powodzenia, stary! (1975) jako Ledoux
- Sekcja specjalna (1975) jako zmiennik
- Niepoprawny (1975) jako Camille
- Mado (1976) jako Lépidon
- Barok (1976) jako Gauthier
- Skrzydełko czy nóżka (1976) jako Jacques Tricatel
- Dubler (1977) jako Fechner
- Śmierć człowieka skorumpowanego (1977) jako Fondari
- Panowie, dbajcie o żony (1978) jako dr Landry
- Drogi papa (1979) jako Parrella
- Porachunki (1980) jako Antoine Bini
- Fajtłapa (1980) jako komisarz Vermillot
- Równik (1983) jako Bouilloux
- Carmen (1984) jako Lillas Pastia
- Skorumpowani (1984) jako komisarz Bloret
- Zeszłego lata w Tangerze (1987) jako komisarz Gomez
- Léolo (1992) jako dziadek
- Pod słońcem południa (2001; serial TV) jako dr Lotz
- Umieram z głodu (2001) jako Guyomard, wujek Lily